# 1721 Wells
1721 Wells eller 1953 TD3 är en asteroid i huvudbältet, som upptäcktes 3 oktober 1953 av Indiana Asteroid Program vid Indiana University Bloomington med Goethe Link Observatory. Asteroiden har fått sitt namn efter Herman B. Wells.
Asteroiden har en diameter på ungefär 43 kilometer.